# Adam Wilk
Adam Robert Wilk (Anaheim, 9 dicembre 1987) è un giocatore di baseball statunitense, lanciatore per i Cleveland Indians nella Major League Baseball "MLB".

## Carriera

### Minor League (MiLB)
Wilk venne selezionato nel 2009 all'11º giro del draft amatoriale della MLB come 330ª scelta dai Detroit Tigers.

### Major league (MLB)
Il 24 maggio 2011 venne promosso in 1ª squadra, e il 26 maggio debuttò nella MLB con i Tigers, contro i Boston Red Sox. Il 28 venne opzionato ai Toledo Mud Hens. Il 5 giugno venne richiamato.

### Korean Baseball Organization (KBO League)
Il 19 dicembre 2012, Wilk fu acquisito dalla squadra professionistica coreana dei NC Dinos. Conclusa la stagione tornò negli stati uniti.

### Ritorno in America
Firmò un contratto di minor league con i Pittsburgh Pirates il 18 dicembre 2013. Trascorse la stagione 2014 nella MiLB in AAA con i Indianapolis Indians, squadra affiliata ai Pirates.

### Los Angeles Angels of Anaheim (2015)
Il 15 aprile 2015 venne chiamato in MLB. Il 19 venne opzionato nei Salt Lake Bees. Chiuse la stagione con nessuna vittoria o sconfitta, 4.50 di ERA e .250 alla battuta contro di lui in una partita (2.0 inning). Il 6 novembre divenne free agent.

### Tampa Bay Rays (2016)
I Tampa Bay Rays iscrissero Wilk alla minor league 19 gennaio 2016. Wilk giocò durante la stagione 2016 con i Durham Bulls in AAA. Divenne free agent il 7 novembre 2016.

### New York Mets (2017)
Il 12 Gennaio, 2017, Wilk firmò un contratto di minor league con i New York Mets, con incluso un invito allo spring training. Nello stesso anno apparve nuovamente in MLB.

### Minnesota Twins (2017)
I Minnesota Twins reclamarono Wilk il 10 maggio 2017. Fu svincolato il 22 giugno.

### Cleveland Indians
Il 20 gennaio 2018, Wilk firmò un contratto di minor league con i Cleveland Indians.

## Palmarès
- (2) MiLB.com Organization All-Star (2010, 2012)
- (1) Lanciatore della settimana della International League "INT" (7 luglio 2014)
- (1) Lanciatore della settimana della Florida State League "FSL" (9 agosto 2010)
- (1) Post-Season All-Star della FSL (2010)
- (1) Lanciatore della settimana della New York Penn-League "NYP (27 luglio 2009).